# Santo Domingo (Chile)
Santo Domingo − miasto w Chile, w regionie Valparaíso, nad Oceanem Spokojnym. W 2002 liczyło 7 418 mieszkańców.

### Miasta partnerskie
- Palos de la Frontera, Hiszpania